# Sony Music Entertainment Japan
Sony Music Entertainment (Japan) Inc. (SMEJ) is de grootste muziekuitgever in Japan. SMEJ is een direct onderdeel van de Sony Corporation en heeft geen band met Sony BMG. In de Verenigde Staten is het actief via Tofu Records.

## Geschiedenis
Het bedrijf werd in 1968 opgericht als 50%/50% joint venture van Sony Corporation en CBS Records. In 1988 kocht Sony Corporation de overige aandelen en hernoemde het bedrijf naar de huidige naam.